# Arcidiecéze Anchorage-Juneau
Arcidiecéze Anchorage-Juneau (latinsky Archidiœcesis Ancoragiensis-Junellensis) je latinské církevní území neboli arcidiecéze na jihu Aljašky ve Spojených státech amerických. Arcidiecéze má jednu sufragánní diecézi, diecézi Fairbanks. 

Mateřskou katedrálou arcidiecéze je katedrála Panny Marie Guadalupské v Anchorage. Spolukatedrálou je katedrála Narození Panny Marie v Juneau. Od roku 2023 je arcibiskupem Andrew E. Bellisario. 
Arcidiecéze Anchorage-Juneau vznikla v roce 2020, kdy papež František sloučil arcidiecézi Anchorage s diecézí Juneau. 

## Historie

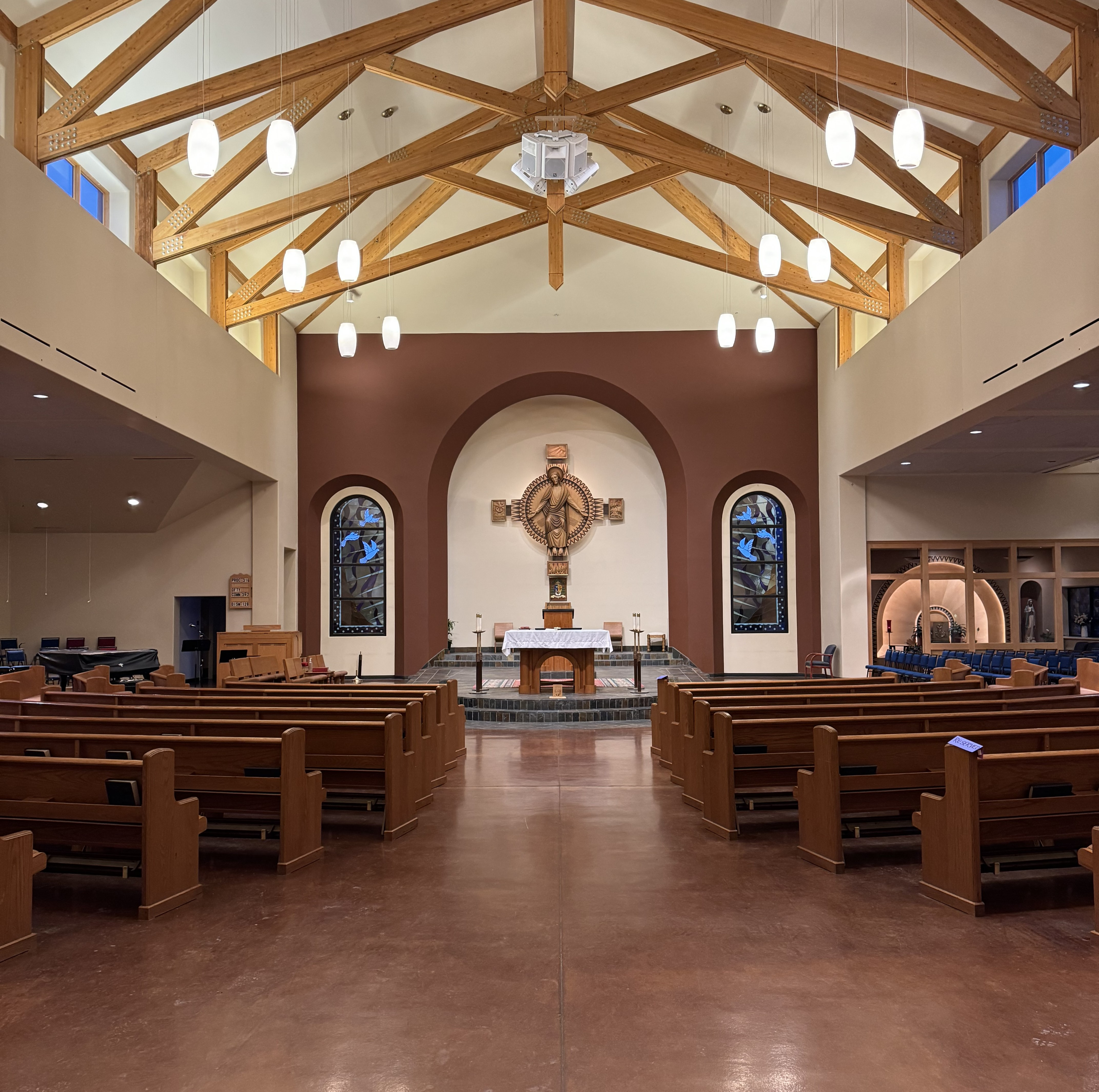
Katedrála Panny Marie Guadalupské v Anchorage

### 1879 až 1951
První stálou katolickou přítomnost na Aljašce, která tehdy patřila k americkému území, zřídil John Althoff z kanadské diecéze Vancouver Island. Jeho nadřízený, biskup Charles J. Seghers, poslal Althoffa do Wrangellu na Aljašce, aby sloužil v tomto městě, v hornické oblasti Cassiar na řece Stikine a v bývalém ruském hlavním městě Sitka.
Althoff založil farnost svaté Růženy z Limy ve Wrangellu na Aljašce v roce 1879. Při návštěvách Sitky sloužil mše ve staré ruské kočárovně. Po objevení zlata poblíž Juneau tam Althoff přesunul svou misii. V roce 1882 sloužil první mši a udílel křest v mezidenominačním „Log Cabin Church“.
S příchodem dalších misionářů se misie na Aljašce dále rozšiřovaly. V roce 1894 papež Lev XIII. zřídil v Juneau apoštolskou prefekturu Aljašky, která převzala celou Aljašku od kanadských diecézí Vancouver Island a New Westminster.
V roce 1916 papež Benedikt XV. povýšil apoštolskou prefekturu na apoštolský vikariát. V roce 1917 jmenoval prefekta Aljašky Josepha Crimonta apoštolským vikářem.

Znak původní diecéze Juneau

Znak někdejší arcidiecéze Anchorage

### 1951 až 1975
Hlavní článek: Diecéze Juneau
Papež Pius XII. zřídil diecézi Juneau 23. června 1951. Nová diecéze byla vyčleněna z bývalého Apoštolského vikariátu Aljaška. Oblast Anchorage zůstala součástí diecéze Juneau a zbytku vikariátu po dalších 15 let. 
Ve druhé polovině 20. století se počet obyvatel a podnikatelský růst Aljašky soustředil kolem Anchorage, přestože Juneau zůstalo hlavním městem státu. V roce 1966 papež Pavel VI. zřídil arcidiecézi Anchorage a prvním arcibiskupem Anchorage jmenoval Josepha T. Ryana z diecéze Albany.
Nová arcidiecéze převzala od diecéze Juneau území „ležící západně od Mount Saint Elias a Icy Bay“ spolu se zbytkem apoštolského vikariátu. Papež ustanovil kostel Svaté rodiny v Anchorage jako její katedrální kostel. Diecéze Fairbanks a Juneau se staly sufragánními biskupstvími nové arcidiecéze Anchorage.

### 1975 až 2020
Poté, co byl Ryan v roce 1975 jmenován koadjutorem arcibiskupem pro vojenský vikariát, jmenoval papež Pavel VI. druhým arcibiskupem v Anchorage biskupa Francise Hurleyho z Juneau. V roce 1981 během krátkého mezipřistání na letišti v Anchorage sloužil papež Jan Pavel II. mši na Anchorage Park Strip před 50 000 lidmi. Hurley rezignoval v roce 2001. 
Jan Pavel II. jmenoval v roce 1991 na Hurleyho místo biskupa Rogera Schwietze z duluthské diecéze novým arcibiskupem v Anchorage. Jak se arcidiecéze dále rozrůstala, katedrála Svaté rodiny se stala příliš malou na to, aby se v ní mohly konat velké diecézní bohoslužby. V roce 2013 Schwietz požádal Svatý stolec, aby byl kostel Panny Marie Guadalupské určen jako spolukatedrála a katedrála Svaté rodiny zůstala historickou katedrálou. Vatikán souhlas udělil v roce 2014. Schwietz odešel do důchodu v roce 2015. 
Papež František v roce 2016 jmenoval biskupa Paula D. Etienna z diecéze Cheyenne dalším arcibiskupem v Anchorage. V roce 2019 byl jmenován koadjutorem arcidiecéze Seattle. 

### 2020 až současnost
Dne 19. května 2020 papež František oznámil kanonické ustanovení metropolitní arcidiecéze Anchorage-Juneau jako nové jurisdikce s územím bývalé arcidiecéze Anchorage a bývalé diecéze Juneau, přičemž kanonické zrušení arcidiecéze Anchorage a diecéze Juneau nabylo účinnosti po vlastním ustanovení nové arcidiecéze. Papež současně jmenoval biskupa Andrewa E. Bellisaria, dosavadního biskupa z Juneau a apoštolského administrátora Anchorage, prvním arcibiskupem Anchorage-Juneau a ustanovil diecézi Fairbanks jedinou sufragánní diecézí nové jurisdikce.

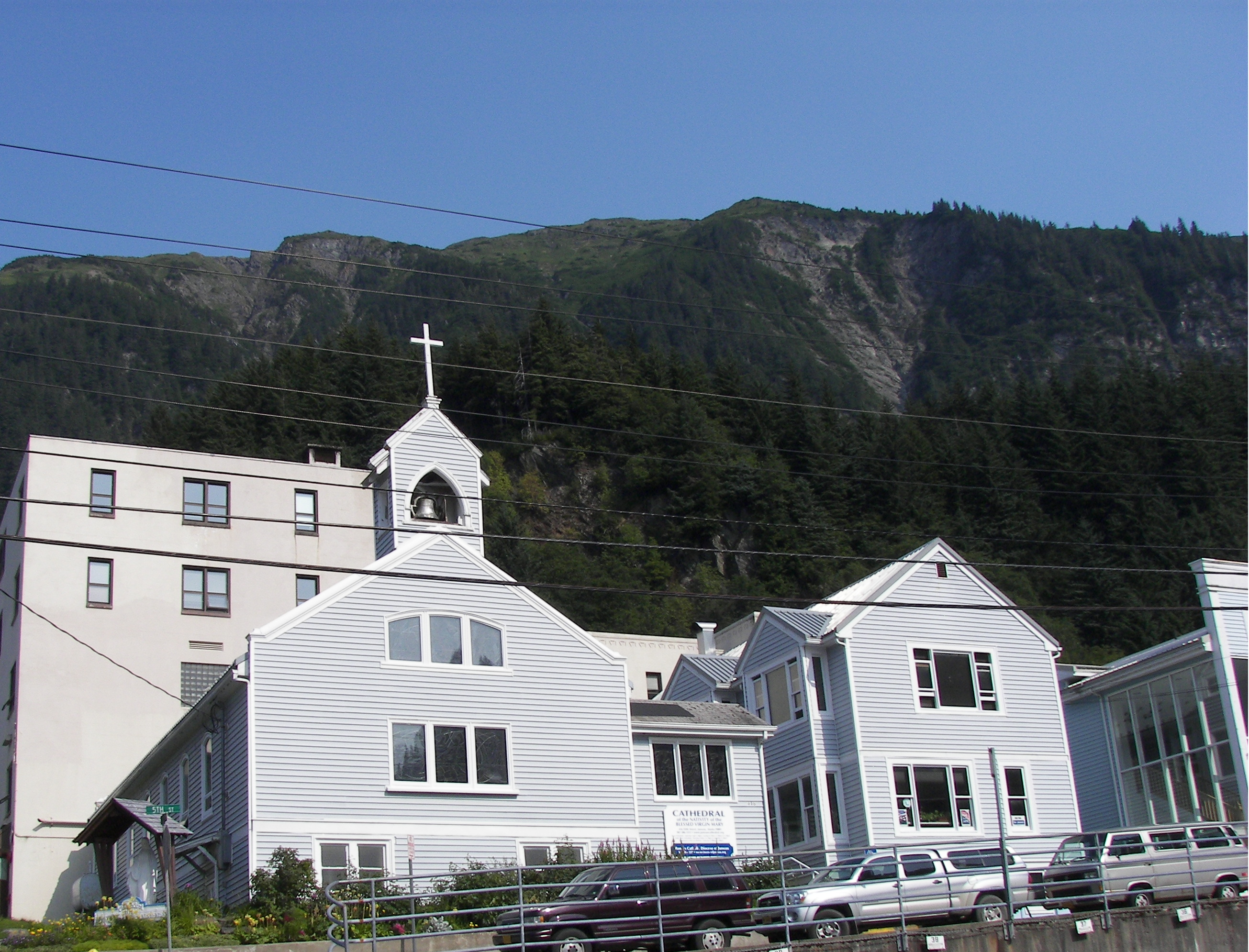
Konkatedrála Narození Panny Marie v Juneau

Dynamika pandemie COVID v roce 2020 si vynutila odklad formálního ustavení nové arcidiecéze a instalace nového arcibiskupa až na 17. září s dalším omezením, že laici se mohou účastnit pouze virtuálně. Zvolený arcibiskup tak splnil předpis kánonu 382 §3 Codex Juris Canonici, podle něhož se biskup-zvolený do nové diecéze „ujímá kanonického držení, když se postaral o předání téhož listu duchovním a lidu přítomnému v katedrálním kostele“, a to tak, že kromě osobně přítomných duchovních držel jmenovací listinu před kamerou živého vysílání pro virtuálně přítomné věřící.
Papežský dekret o zřízení nové metropolitní arcidiecéze určil katedrálu Panny Marie Guadalupské, tehdejší katedrálu arcidiecéze Anchorage, jako katedrálu nové jurisdikce a spolukatedrálu Narození Panny Marie, tehdejší katedrálu diecéze Juneau, jako spolukatedrálu nové jurisdikce. Kostel Svaté rodiny v Anchorage ztratil svou roli katedrály s kanonickým zrušením arcidiecéze Anchorage, ale nadále slouží jako farní kostel.

## Znak arcidiecéze Anchorage-Juneau
Znak arcidiecéze Anchorage-Juneau kombinuje následující prvky, z nichž většina je převzata z erbů bývalé diecéze Juneau a bývalé arcidiecéze Anchorage uvedených výše v části o historii. 
- Vodorovná bílá čára představující horizont oddělující zemi a oblohu;
- pět modrých a bílých vlnovek představujících vodu, převzatých z erbu bývalé diecéze Juneau, ale jinak stylizovaných;
- souhvězdí Velkého vozu (neboli Velké medvědice, Ursa Major), které představuje vlajku státu Aljaška a stát Aljaška, je převzato z erbu bývalé diecéze Juneau, přičemž dvě hvězdy označující konec jeho kotouče směřují k
- Polárce, polární hvězdě, představující svou roli navigační pomůcky pro poutníky a také představující Marii, matku Ježíšovu, jako „hvězdu mořskou“, rovněž převzatou z erbu bývalé arcidiecéze Juneau;
- půlměsíc, který představuje Narození Panny Marie, titulární světici konkatedrály Narození Panny Marie, je převzat z erbu bývalé diecéze Juneau, a
- tříramenná kotva, představující ctnost naděje, Nejsvětější Trojici a město Anchorage, je převzata z erbu bývalé arcidiecéze Anchorage.[21]

Některé z těchto symbolů – zejména modré a bílé vlnovky (voda), Polárka a kotva – odrážejí také námořní dědictví regionu.

## Biskupové

### Biskupové Juneau
1. Robert Dermot O'Flanagan (1951–1968)
2. Francis Thomas Hurley (1971–1976), jmenován arcibiskupem v Anchorage
3. Michael Hughes Kenny (1979–1995)
4. Michael William Warfel (1996–2007), jmenován biskupem Great Falls-Billings
5. Edward James Burns (2009–2017), jmenován biskupem Dallasu
6. Andrew Eugene Bellisario (2017–2020), jmenován arcibiskupem diecéze Anchorage-Juneau

### Arcibiskupové Anchorage
1. John Joseph Thomas Ryan (1966–1975), jmenovaný koadjutorem arcibiskupa pro vojenské služby a následně nástupcem na tomto stolci
2. Francis Thomas Hurley (1976–2001)
3. Roger Lawrence Schwietz (2001–2016)[22]
4. Paul Dennis Etienne (2016–2019), jmenován koadjutorem arcibiskupa pro Seattle[23] a následně nastoupil na tento stolec

### Arcibiskupové Anchorage-Juneau
1. Andrew E. Bellisario (2020 – současnost)[24]

### Kněz bývalé arcidiecéze Anchorage, který se stal biskupem jiné diecéze
- Michael William Warfel, jmenovaný biskupem v Juneau v roce 1996

## Katolické vzdělávání
- Lumen Christi Junior/Senior High School – Anchorage
- Holy Name Catholic School (Preschool) – Ketchikan
- Our Lady of the Valley Catholic School (Grades K-8) – Wasilla
- Saint Elizabeth Ann Seton Catholic School (Grades Pre-K-6) – Anchorage

## Periodika
Před sloučením vydávala arcidiecéze Anchorage měsíčník Catholic Anchor s přibližně 11 000 předplatiteli. Byl založen v dubnu 1999. Diecéze Juneau vydávala své noviny The Inside Passage na svých internetových stránkách. Obě publikace byly po sloučení nahrazeny novým měsíčníkem North Star Catholic.

## Sufragánní diecéze
Církevní provincie Anchorage-Juneau zahrnuje stát Aljaška. Jedinou sufragánní diecézí je diecéze Fairbanks. Před sloučením byly diecéze Juneau a diecéze Fairbanks sufragánními diecézemi arcidiecéze Anchorage. 

## Kontroverze

### Sexuální zneužívání
Arcidiecéze se v roce 2006 podílela na urovnání sporu o sexuální zneužívání s bostonskou arcidiecézí a dalšími obžalovanými. Pět mužů z Aljašky a Massachusetts obvinilo Franka Murphyho ze sexuálního zneužívání. Murphy odešel z Anchorage do Bostonu v roce 1985, kde pracoval jako kaplan, poté, co na něj místní policie začala vyšetřovat stížnosti. Biskup Hurley farníkům sdělil, že Murphy se léčí ze závislosti na alkoholu. Murphy byl nakonec v roce 1995 nucen odejít z kněžského úřadu.
V říjnu 2018 biskup Etienne prohlásil, že zřídí nezávislou komisi, která prozkoumá personální spisy arcidiecéze za posledních 50 let, zda v nich nejsou nová věrohodná obvinění kněží ze sexuálního zneužívání nezletilých. V lednu 2020 komise zveřejnila jména 14 duchovních a zaměstnanců diecéze s věrohodnými obviněními ze sexuálního zneužívání nezletilých.